# Waglers chachalaca
De Waglers chachalaca (Ortalis wagleri) is een vogel uit de familie sjakohoenders en hokko's (Cracidae). De wetenschappelijke naam van de soort is voor het eerst geldig gepubliceerd in 1867 door Gray.

## Voorkomen
De soort komt voor in noordwestelijk en westelijk Mexico.

## Beschermingsstatus
Op de Rode Lijst van de IUCN heeft de soort de status veilig.